# Crkva sv. Pelegrina na rtu Pelegrinu
Crkva sv. Pelegrina nalazi se na rtu Pelegrinu otoka Hvara, Grad Hvar.

## Opis
Na rtu Pelegrin na Hvaru nalaze se ostaci jednobrodne crkve četverokutnog oblika s izduženom četvrtastom apsidom. Zidovi su zidani pravilnim četvrtastim kamenom u pravilnim nizovima. Nisu sačuvani tragova otvora, kao ni pročelni zid. Nisu vidljivi ni tragovi pločnika u unutrašnjosti. Apsida crkve se nalazi na istoku. Po pravilnom načinu zidanja u slojevima i tlocrtom obliku datira se u razdoblje XV. – XVI. stoljeća. Vjerojatno je bila posvećena Sv. Pelegrinu.

## Zaštita
Pod oznakom Z-5875 zavedena je kao nepokretno kulturno dobro - pojedinačna, pravna statusa zaštićena kulturnog dobra, klasificirano kao "sakralne građevine".